# Clonidin-Hemmtest
Der Clonidin-Hemmtest, auch Clonidin-Suppressionstest genannt, ist ein diagnostischer Test, um eine autonome Katecholaminproduktion, wie sie beispielsweise beim Phäochromozytom auftritt, festzustellen.

## Indikation
Ein Übermaß an Katecholaminen (Adrenalin und Noradrenalin) ist häufig für erhöhten Blutdruck verantwortlich. Die Ursache für die hohe Konzentration zu ermitteln ist eine Voraussetzung für eine erfolgreiche Bluthochdrucktherapie.

## Prinzip
Clonidin stimuliert α2-Rezeptoren im ZNS. Dadurch wird die Katecholamin-Ausschüttung im Körper vermindert. Da die Produktion von Katecholaminen bei einem Phäochromozytom nicht durch das Zentralnervensystem gesteuert wird, sinkt unter Clonidin-Gabe der Plasmaspiegel von Adrenalin und Noradrenalin nicht.

## Durchführung
Nach Absetzen aller blutdrucksenkenden (antihypertensiven) Medikamente (zum Beispiel Beta-Blocker) wird durch eine Blutentnahme der Basalwert der Katecholamine bestimmt.
Referenzwerte: Adrenalin im Plasma: bis 50 pg/ml, Noradrenalin im Plasma: bis 400 pg/ml.
Anschließend erfolgt die Gabe von 300 µg Clonidin in Tablettenform. Danach weitere Blutentnahmen nach 60, 120 und 180 Minuten. Zu erwarten ist eine Senkung der Katecholamine auf unter 50 % des Basalwertes. Sinkt der Spiegel nicht oder kaum, kann dies für ein Phäochromozytom sprechen.